# Абгідгарма
 Абгідгарма (санскр. अभिधर्म, abhidharma IAST, букв. «Верховний закон»);Абгідгамма (палі), кит.: 阿 毘 曇/阿 毘 达磨) — буддійське вчення, яке систематично та абстрактно описує світоустрій і явища природи, буддійська метафізика (так традиційно перекладається назва вчення);Абгідгарму  можна вважати буддійською світоглядною філософією та психологією. До Абгідгарми належить певна категорія буддійських джерел, що беруть початок від Абгідгамми-пітаки — частини Трипітаки — буддійського канону. В  Абгідгармі  більш фундаментально та методично викладаються ті знання, які епізодично викладені в оповідній традиції сутр.

## Абгідгарма втхераваді
Абгідгамма-пітака — третій кошик канону трипітаки тхеравади. В  Абгідгарму  входять сім розділів:
1. Дгамма Сангані ('Перерахування факторів') — описує фундаментальні явища (дгамми) з якими стикається людський досвід.
2. Вібганга ('Аналіз') — Аналіз частини Дгамма Сангані.
3. Катха Ваттху ('Важкі питання') — Список відповідей на питання ченців з приводу практик, зібрані вченим Моналіпутта Тісса після Буддійського Собору, скликаного царем Ашокою в III столітті до н. е..
4. Пуггала Паннятті ('Описи індивідуальностей') — перерахування типів особистості, знання цих типів корисне для індивідуальної орієнтації навчання.
5. Дхату Катха ('Дискусія про елементи') — Перелік запитань та відповідей за змістом Вібганга.
6. Ямак ('Парі') — повторення змісту Вібганги, Дхату Катхи та Катха Ваттхи.
7. Паттхана (Відносини') — Закони, за якими дгамма проявляється і функціонує, відповідно до Дгамми Сангані.

Дані тексти складалися в період від 400 до н. е. до 250 до н. е., найраніший текст — Дгамма Сангані, найпізніший — Катхаваттху. Додатково писалися ще після-канонічні книги, щоб краще прояснити зміст, найвідоміші з них Вішуддгімагга (Буддгагоша, книга не належить до абгідгаммічної літератури) та Абгідгаммаватара (Буддгадата). Подальшого розвитку тхеравадична Абгідгамма набула в середньовічній Бірмі.
На заході твори  Абгідгамми  перекладали в останню чергу. Через це важливі аспекти буддійської філософії випадали з розгляду дослідників до другої половини XX століття.
Проте вивчення  Абгідгамми  дозволило значно поліпшити розуміння буддизму. У Росії фахівцем з тхеравадичної Абгідгамми є буддолог Андрій Парібок.
В традиції  тхеравади  різні країни приділяють різну увагу Абгідгаммі.

## Абгідгарма вСарвастіваді
Абгідгарма в Сарвастіваді складається також з семи текстів. Порівняння показує, що навряд чи вони мали спільне з традицією тхеравадичної Абгідгарми джерело. Катха Ваттху та Пуггала Паннатті не мають аналогів в Сарвастіваді.
Тексти наявні в абгідгармі традиції сарвастівади:
1. Сангітіпарьяя (Sangītiparyāya IAST) — 'Розмірковування про сангіті '
2. Дгармаскандга (Dharmaskandha IAST) — 'Сукупність факторів '
3. Праджняптішастра (Prajñaptiśāstra IAST) — 'Трактат про вказівки '
4. Дгатукая (Dhātukāya IAST) — 'Тіло елементів '
5. Віджчанакая (Vijñānakāya IAST) — 'Тіло свідомості яка сприймає'
6. Пракаранапада (Prakaranapāda IAST) — 'Опис '
7. Джнянапрастхана (Jñānaprasth āna IAST) — 'Основи Знань '

Підсумок сарвастівадичної абгідгармічної традиції — Магавібгаша (Велике тлумачення) — монументальний коментар до Джнянапрастхани, створений у першій половині II століття під час третього собору сарвастівадинів під егідою царя Канішки.
Добре відомий твір Васубандгу Абгідгармакоша (енциклопедія Абгідгарми), в якому абгідгармічна традиція Магавібгаші зводиться воєдино та детально пояснюється. Цей твір активно вивчають і використовують школи махаяни, як в Тибеті так і на Далекому Сході.
На Далекому Сході Сарвастівада представлена китайською школою цзюйше-цзун та відповідною японською школою Куся-сю, зосередженими на вивченні Абгідгармакоші, перекладеної на китайську Сюаньцзаном.